# ライヴ・クリーム
『ライヴ・クリーム』 (Live Cream) は、イングランドのロックバンド、クリームの初のライヴ・アルバム。解散後の1970年4月にイギリスではポリドール・レコード、アメリカではアトコ・レコードから発表され、イギリスのTop40チャートで4位、Billboard 200で15位を獲得した。
1968年3月のサンフランシスコ公演で録音された4曲と1967年のスタジオ録音「ロウディ・ママ」が収録されている。「ロウディ・ママ」のインストゥルメンタル・トラックは「ストレンジ・ブルー」（1967年）のものと同一である。

## 反応
1970年のレビューでは、ローリング・ストーン誌は本作を「素晴らしいアルバム」だとし、「よく録音され、制御され、緊張している。バンドのタイミングは興奮したリスナーを捉え、ノスタルジアとは無関係」と評価した。ステレオ・レヴュー誌のポール・クレシュは、「3分の本当にエキサイトな曲」である「スタジオ・メイド」の「ロウディ・ママ」によって強調された「奇妙に不揃いなパフォーマンス」と呼んだ。本作はステレオ品質の素晴らしい録音を伴った「期待外れのジャズ/ロック」であり、特にエイドリアン・バーバーによる「卓越した」リミックスで、長尺の曲が「目的の無い合間に苦しむ」が、総じて「非常に良い」と感じられたと記述した。
オールミュージックのブルース・エーダーは本作に4つ星を与え、「最も野心が無く、最も初歩的なアルバム」だったデビュー・アルバム『フレッシュ・クリーム』（1966年）からの曲しか収録されなかったにも関わらず、「彼らの絶対的な音楽的才能による、最も一貫した素晴らしいアルバム」と評価した。エーダーは、ジャム中のメンバーの交錯が「魅惑的である」ことを発見し、「このようなパフォーマンスはロック界における音楽的才能の賭け金を独力で上昇させた」と主張した。
一方、ロバート・クリストガウは本作を「C+」と評価し、「紛れもなく魅力的な」A面にもかかわらず、「『フレッシュ・クリーム』の「スリーピィ・タイム」でのクラプトンの上品なピッキングは、ここでは平板なディストーションで覆われている」と主張した。J.D.コンシダインはローリング・ストーン・レコードガイド（2004年）で2つ星を与え、本作と次作『ライヴ・クリーム Vol.2』（1972年）は「バンドの永続的な人気に乗じて単に金のためだけにリリースされた混乱した残り物」であるとした。

## 収録曲
| #  | タイトル                                  | 作詞・作曲                     | 録音年月日                                          | 時間  |
| -- | ----------------------------------------- | ------------------------------ | --------------------------------------------------- | ----- |
| 1. | 「エヌ・エス・ユー (N.S.U.)」             | Jack Bruce                     | 1968年3月10日、サンフランシスコ、ウィンターランド   | 10:15 |
| 2. | 「スリーピィ・タイム (Sleepy Time Time)」 | Bruce, Janet Godfrey           | 1968年3月9日、サンフランシスコ、ウィンターランド    | 6:52  |
| 3. | 「ロウディ・ママ (Lawdy Mama)」           | Traditional, arr. Eric Clapton | 1967年5月、ニューヨーク、アトランティック・スタジオ | 2:46  |

| #  | タイトル                                                | 作詞・作曲            | 録音年月日                                        | 時間  |
| -- | ------------------------------------------------------- | --------------------- | ------------------------------------------------- | ----- |
| 1. | 「スウィート・ワイン (Sweet Wine)」                     | Ginger Baker, Godfrey | 1968年3月10日、サンフランシスコ、ウィンターランド | 15:16 |
| 2. | 「ローリン・アンド・タンブリン (Rollin' and Tumblin')」 | McKinley Morganfield  | 1968年3月7日、サンフランシスコ、ザ・フィルモア    | 6:42  |

## CD収録曲
| #  | タイトル                                                | 作詞・作曲                     | 時間  |
| -- | ------------------------------------------------------- | ------------------------------ | ----- |
| 1. | 「エヌ・エス・ユー (N.S.U.)」                           | Jack Bruce                     | 10:15 |
| 2. | 「スリーピィ・タイム (Sleepy Time Time)」               | Bruce, Janet Godfrey           | 6:49  |
| 3. | 「スウィート・ワイン (Sweet Wine)」                     | Ginger Baker, Godfrey          | 15:16 |
| 4. | 「ローリン・アンド・タンブリン (Rollin' and Tumblin')」 | McKinley Morganfield           | 6:42  |
| 5. | 「ロウディ・ママ (Lawdy Mama)」                         | Traditional, arr. Eric Clapton | 2:48  |

## パーソナル
以下、ライナーノートに準拠。
- ジャック・ブルース - ベース、ハーモニカ、ヴォーカル
- エリック・クラプトン - ギター、ヴォーカル
- ジンジャー・ベイカー - ドラムス
- フェリックス・パパラルディ - プロデューサー（「ロウディ・ママ」を除く）
- アーメット・アーティガン - プロデューサー（「ロウディ・ママ」）
- ロバート・スティグウッド - プロデューサー（「ロウディ・ママ」）
- エイドリアン・バーバー - レコーディング・エンジニア, リミックス・エンジニア
- トム・ダウド - レコーディング・エンジニア
- ビル・ハルバーソン - レコーディング・エンジニア
- スティーヴン・パレイ - 写真